# Свобода слова в России

Индекс свободы прессы — 2024
Хорошая ситуация
Удовлетворительная ситуация
Заметные проблемы
Сложная ситуация
Очень серьёзная ситуация

Свобода слова в России — декларируемое Конституцией Российской Федерации право свободно искать, получать, передавать, производить и распространять информацию любым законным способом. При этом, Статья 29 Конституции РФ накладывает некоторые ограничения на свободу слова: не допускаются пропаганда или агитация, возбуждающие социальную, расовую, национальную или религиозную ненависть и вражду; запрещается пропаганда социального, расового, национального, религиозного или языкового превосходства; не допускается разглашение государственной тайны.
В классификации стран «Индекс свободы прессы», ежегодно проводимой международной неправительственной организацией «Репортёры без границ» (РБГ), на 2023 год Россия занимает 164 место из 180 существующих (очень серьёзная ситуация). По данным подготовленного организацией доклада, после начала вторжения России на Украину в феврале 2022 года в стране фактически была введена военная цензура, проявляющаяся в запрете, блокировке и/или признании «иностранными агентами» или «нежелательными организациями» почти всех независимых СМИ, а также в систематическом запугивании и преследовании журналистов. Из-за масштабных репрессий против журналистов большинству независимых СМИ приходится работать из-за границы.
Кроме того, отмечается, что после начала пандемии COVID-19 президент России Владимир Путин всё больше изолируется от внешнего мира, из-за чего последние коллективные институты принятия решений, такие как Совет Безопасности, теряют свою коллаборативную составляющую. Согласно РБГ, две трети россиян получают информацию преимущественно с телевидения, подконтрольного правительству, и из российских социальных сетей, таких как «ВКонтакте». Транслируемый пропагандой официальный дискурс основан на рассказах об «исторических обидах» России и теориях заговора.
В ноябре 2022 года Комитет по правам человека ООН сообщил, что обеспокоен поправками, внесенными в Уголовный кодекс РФ в марте 2022 года и потребовал исключить из него новые статьи (ст. 207.3 о распространении заведомо ложной информации об использовании вооруженных сил и действиях российских властей за рубежом, а также ст. 280.3 об их дискредитации и ст. 284.2 о призывах к санкциям в отношении России, ее граждан и организаций) и воздержаться от введения иных норм, противоречащих статье 19 Международного пакта о гражданских и политических правах, которая гарантирует право на свободу выражения мнения. 

## Правовые основы

### Конституционные нормы и международные договоры
Согласно статье 29 Конституции Российской Федерации:
1. Каждому гарантируется свобода мысли и слова.
2. Не допускаются пропаганда или агитация, возбуждающие социальную, расовую, национальную или религиозную ненависть и вражду. Запрещается пропаганда социального, расового, национального, религиозного или языкового превосходства.
3. Никто не может быть принуждён к выражению своих мнений и убеждений или отказу от них.
4. Каждый имеет право свободно искать, получать, передавать, производить и распространять информацию любым законным способом. Перечень сведений, составляющих государственную тайну, определяется федеральным законом.
5. Гарантируется свобода массовой информации. Цензура запрещается.

Ратифицированная Россией в 1998 году Европейская Конвенция о защите прав человека и основных свобод предусматривает обеспечение права на свободу выражения мнения (статья 10):
1. Каждый имеет право свободно выражать своё мнение. Это право включает свободу придерживаться своего мнения и свободу получать и распространять информацию и идеи без какого-либо вмешательства со стороны публичных властей и независимо от государственных границ. Настоящая статья не препятствует государствам осуществлять лицензирование радиовещательных, телевизионных или кинематографических предприятий.
2. Осуществление этих свобод, налагающее обязанности и ответственность, может быть сопряжено с определёнными формальностями, условиями, ограничениями или санкциями, которые предусмотрены законом и необходимы в демократическом обществе в интересах национальной безопасности, территориальной целостности или общественного порядка, в целях предотвращения беспорядков или преступлений, для охраны здоровья и нравственности, защиты репутации или прав других лиц, предотвращения разглашения информации, полученной конфиденциально, или обеспечения авторитета и беспристрастности правосудия.

### Законодательство
Введённые Конституцией и Европейской конвенцией положения о защите свободы слова и о допустимых её ограничениях реализованы в законодательстве России, в том числе в законе РФ «О средствах массовой информации», в федеральном законе «О порядке освещения деятельности органов государственной власти в государственных средствах массовой информации», в законе РСФСР «О языках народов Российской Федерации», в части IV Гражданского кодекса РФ, в законе «О государственной тайне», федеральных законах «Об обязательном экземпляре документов», «Об информации, информационных технологиях и о защите информации», «О рекламе», «О связи», «О коммерческой тайне», «О персональных данных», «Об архивном деле в Российской Федерации», «Об образовании» (в части ограничения просветительской деятельности).
После вторжения России на Украину, 4 марта 2022 года был принят закон о военной цензуре устанавливающий уголовную ответственность.

### Правовые нормы, утверждающие свободу слова
Россия ратифицировала Европейскую конвенцию о защите прав человека и основных свобод 30 марта 1998 г., включая Статью 10, закрепляющую свободу слова.
Статья 29 Конституции РФ гарантирует каждому свободу мысли и слова, право свободно искать, получать, передавать, производить и распространять информацию любым законным способом; гарантируется свобода массовой информации; цензура запрещается.

### Правовые нормы, ограничивающие свободу слова
Ст. 55 Конституции, ч. 3, предусматривает, что права и свободы человека (а следовательно, и свобода слова) могут быть ограничены федеральным законом «только в той мере, в какой это необходимо в целях защиты основ конституционного строя, нравственности, здоровья, прав и законных интересов других лиц, обеспечения обороны страны и безопасности государства». В частности. в самой Конституции часть 3 статьи 17, часть 2 статьи 29 и часть 3 статьи 55 устанавливают допустимые ограничения этой свободы. В России, как и во многих других странах, имеются ограничительные нормы на распространение, например, детской порнографии (более 75 % стран в обзоре ОБСЕ).

#### Возбуждение ненависти и экстремизм
Конституция РФ, статья 29, часть 2:
«Не допускаются пропаганда или агитация, возбуждающие социальную, расовую, национальную или религиозную ненависть и вражду. Запрещается пропаганда социального, расового, национального, религиозного или языкового превосходства.»
Уголовный кодекс содержит статью 282, которая устанавливает ответственность за «действия, направленные на возбуждение ненависти либо вражды, а также на унижение достоинства человека либо группы лиц по признакам пола, расы, национальности, языка, происхождения, отношения к религии, а равно принадлежности к какой-либо социальной группе, совершенные публично или с использованием средств массовой информации».
В январе 2010 года житель Костромы Роман Замураев, обвинявшийся по ч.1 ст. 282 УК РФ в связи с распространением в Интернете признанной экстремистской листовки «Ты избрал — тебе судить!» (материал газеты «Дуэль»), обратился в Конституционный Суд РФ с заявлением, в котором указал, что «норма уголовного закона о преследовании за разжигание вражды по признаку принадлежности к „социальной группе“ противоречит Конституции РФ и общепризнанным нормам по правам человека, поскольку носит абсолютно неконкретный характер и создаёт условия для неконституционного ограничения свободы слова и идеологического плюрализма». Однако 22 апреля 2010 г. Конституционный Суд РФ своим определением № 564-О-О отказал в рассмотрении жалобы Замураева, указав что «норма направлена на охрану общественных отношений, гарантирующих признание и уважение достоинства личности независимо от каких-либо физических или социальных признаков, и устанавливает уголовную ответственность не за любые действия, а только за те, которые совершаются с прямым умыслом, направленным на возбуждение ненависти или вражды, унижение достоинства человека или группы лиц, в связи с чем неопределённости не содержит и сама по себе не может рассматриваться как нарушающая конституционные права заявителя».
9 июня 2011 года в ходе обсуждения проекта постановления пленума Верховного суда РФ по уголовным делам об экстремизме докладчик, судья Верховного суда Владимир Давыдов выразил обеспокоенность и тем, что в законодательстве не прописано определение спорного понятия «социальная группа», предположил, что вводя подобный термин, «законодатель хотел оттенить слабые, незащищённые группы, но сделал это крайне неудачно». Было заявлено, что Верховный суд планирует в ожидании помощи от законодательной власти рекомендовать судам трактовать «социальные группы» ограничительно, а не расширительно — то есть, нарушения могут в быть в отношении «социально слабых групп» — пенсионеров, инвалидов, сирот. Однако в принятом постановлении термин «социальная группа» не был истолкован таким образом. Тем не менее, было указано, что критика в средствах массовой информации должностных лиц (профессиональных политиков), их действий и убеждений сама по себе не должна рассматриваться во всех случаях как действие, направленное на унижение достоинства человека или группы лиц, поскольку в отношении указанных лиц пределы допустимой критики шире, чем в отношении частных лиц.
Статья 280 УК запрещает публичные призывы к экстремистской деятельности, в частности, к насильственному изменению конституционного строя или нарушению территориальной целостности РФ.
Статья 20.29 КоАП запрещает массовое распространение материалов, включённых в федеральный список экстремистских материалов.
С 2011 года в России резко увеличилось число осуждённых по статье 282 Уголовного кодекса Российской Федерации) — в 2011 году по ней осудили в РФ 149 человек (117 лиц по основной и 32 по дополнительной квалификации), а в 2015 году уже 444 человека (378 лиц по основной и 66 лиц по дополнительной). То есть за 4 года число осуждённых по 282 статье увеличилось более, чем в 3 раза. Скорее всего увеличению числа осуждённых способствует то обстоятельство, что 282 статья позволяет наказывать за возбуждение ненависти или вражды к «социальной группе», при этом в российском законодательстве понятие «социальная группа» никак не определено. Поэтому в уголовных делах возникают самые удивительные «социальные группы». Например, в Екатеринбурге мать-одиночка Е. Вологженина была осуждена за возбуждение ненависти к «добровольцам из России, воюющим на стороне ополченцев с востока Украины», при этом суд постановил уничтожить признанные орудиями преступления — компьютер и мышку. К тому же уровень познаний отдельных российских обвинителей не всегда высок. Например, помощник прокурора по делу об административном правонарушении, связанному с экстремистской символикой, пообещал вызвать в свой кабинет Кукрыниксов — членов художественного коллектива, которые на тот момент уже давно были мертвы. Видимо, поэтому известны случаи возбуждения уголовных дел по статье 282 УК РФ за высказывания в интернете (в частности, за оскорбления сотрудников правоохранительных органов — милиционеров, которых признают «социальной группой»).
Столь широкое толкование понятия «экстремизм» давно вызывает критику со стороны организаций Совета Европы. В 2012 году Венецианская комиссия признала российский закон о противодействии экстремистской деятельности слишком неопределённым и непредсказуемым. В 2013 году Европейская комиссия по борьбе с расизмом и нетерпимостью предложила России пересмотреть само определение понятия «экстремизм», «для обеспечения того, чтобы оно распространялось лишь на серьёзные случаи, связанные с ненавистью и насилием» и в законе «четко изложить те критерии, которые должны соблюдаться для того, чтобы объявить какой-либо материал экстремистским», причем в 2016 году эта комиссия обратила внимание, что её рекомендация не была выполнена за 3 года.

#### Реабилитация нацизма и «отождествление роли СССР и нацистской Германии во Второй мировой войне»
5 мая 2014 года был подписан Федеральный закон «О внесении изменений в Уголовный кодекс Российской Федерации и в статью 151 Уголовно-процессуального кодекса Российской Федерации (по вопросу установления уголовной ответственности за посягательство на историческую память в отношении событий, имевших место в период Второй мировой войны)». Он внёс в Уголовный кодекс РФ новую статью 354.1 (реабилитация нацизма), согласно ч. 1 которой «отрицание фактов, установленных приговором Международного военного трибунала для суда и наказания главных военных преступников европейских стран оси, одобрение преступлений, установленных указанным приговором, а равно распространение заведомо ложных сведений о деятельности СССР во время Второй мировой войны, соединённых с обвинением в совершении преступлений, установленных указанным приговором, совершенные публично, наказываются штрафом в размере до трёхсот тысяч рублей либо лишением свободы на срок до трёх лет».
В июне 2016 года по этой статье был осуждён и приговорён к штрафу в размере 200 тыс. рублей житель Перми Денис Лузгин за републикацию на своей странице в социальной сети ВКонтакте статьи «15 фактов о бандеровцах, или О чём молчит Кремль». В приговоре Пермского краевого суда по делу Лузгина указывалось, что в опубликованной статье содержатся заведомо ложные факты о совместном нападении СССР и Германии на Польшу 1 сентября 1939 года и развязывании этими государствами Второй мировой войны, а также о «тесном сотрудничестве коммунизма и нацизма», которые противоречат приговору Нюрнбергского трибунала. 1 сентября 2016 года Верховный суд РФ оставил этот приговор в силе. Лузгин решил не платить штраф, уехал в Чехию и попросил там политического убежища.
В апреле 2022 года был принят Федеральный закон от 16.04.2022 № 103-ФЗ «О внесении изменений в Кодекс Российской Федерации об административных правонарушениях», который включил в Кодекс Российской Федерации об административных правонарушениях статью 13.48 об ответственности за «публичное отождествление целей, решений и действий руководства, командования и военнослужащих СССР и нацистской Германии в ходе Второй мировой войны и отрицание решающей роли СССР в разгроме нацистской Германии и гуманитарной миссии Советского Союза при освобождении европейских стран». Максимальное наказание по этой статье составляет 15 суток ареста. В августе 2022 года по этой статье на 15 суток был арестован Леонид Гозман, которого обвинили в том, что ещё до принятия данного закона в социальной сети он написал, что Сталин хуже Гитлера. После отбытия срока он повторно получил 15 суток ареста по той же статье КоАП за аналогичное высказывание, сделанное в социальной сети ещё ранее.
В июне 2022 года Ленинградский районный суд Калининграда запретил к распространению в России электронную версию книги «Катынь. По следам преступления» о Катынском расстреле, изданной в 2020 году Центром польско-российского диалога и согласия. В решении суда говорилось о том, что сведения об СССР как о государстве-агрессоре по отношению к Польше противоречат решению Нюрнбергского трибунала и отождествляют действия СССР и Третьего рейха.

#### Оскорбление религиозных чувств
Статья КоАП 5.26, часть 2, запрещает «оскорбление религиозных чувств граждан либо осквернение почитаемых ими предметов, знаков и эмблем мировоззренческой символики». С июля 2013 года оскорбление религиозных чувств может квалифицироваться как уголовное (148 УК).
Значительный резонанс вызвал судебный процесс над видеоблогером Русланом Соколовским в Екатеринбурге, обвиняемым по этой статье. Изначальным поводом для заведения уголовного дела стал видеоролик, в котором блогер играл в Pokemon Go в Храме на Крови. 11 мая 2017 года суд Екатеринбурга приговорил Соколовского к 3,5 года лишения свободы условно.

#### Клевета
В уголовном кодексе Российской Федерации существует статья 128.1. Клевета, в которой даны определения: «Клевета, то есть распространение заведомо ложных сведений, порочащих честь и достоинство другого лица или подрывающих его репутацию», а также «Клевета о том, что лицо страдает заболеванием, представляющим опасность для окружающих, а равно клевета, соединённая с обвинением лица в совершении преступления сексуального характера», и «Клевета, соединённая с обвинением лица в совершении тяжкого или особо тяжкого преступления».
Уголовный кодекс содержит статью 319 — публичное оскорбление представителя власти.
Статья 152 Гражданского кодекса предусматривает ответственность за распространение сведений, порочащих честь, достоинство и деловую репутацию. Гражданин вправе требовать опровержения таких сведений, если распространивший не докажет, что они соответствуют действительности. Кроме того, он может требовать возмещения убытков и морального вреда, причинённого распространением таких сведений. Аналогичные правила применяются к защите деловой репутации юридического лица.

#### Оскорбление
В кодексе Российской Федерации об административных правонарушений, существует статья 5.61. Оскорбление, которая гласит, что оскорбление это унижение чести и достоинства другого лица, выраженное в неприличной форме.

#### Уголовное преследование граждан за клевету в отношении государственных чиновников
В России статья 128.1 Уголовного кодекса «Клевета» иногда используется для преследования тех, кто критикует представителей власти. Например, в 2016 году было возбуждено уголовное дело по части первой этой статьи в отношении жителя Магадана, который критиковал местного губернатора В. П. Печёного во время общественной проверки качества построенных домов. Уголовное дело возбудил не орган дознания, а Следственный комитет, причём оно было передано на рассмотрение отделу по особо важным делам.

#### Сведения о частной жизни
Распространение сведений о частной жизни лица без его согласия запрещено статьёй 24 Конституции, наказание за такое распространение установлено статьёй 137 Уголовного кодекса.

#### Пропаганда наркотиков
Статья 6.13 КоАП и статья 46 закона «О наркотических средствах и психотропных веществах» запрещают пропаганду наркотиков и психотропных веществ.

#### Порнография
Основная статья: Дело Чудновец
Статья 242 УК РФ запрещает незаконное изготовление в целях распространения или рекламирования, распространение, рекламирование порнографических материалов или предметов, а равно незаконная торговля печатными изданиями, кино- или видеоматериалами, изображениями или иными предметами порнографического характера. При этом, в законодательстве отсутствует определения «законного» и «незаконного» распространения таких материалов. Это приводит к странным случаям. Например, в Курганской области в 2016 году к 6 месяцам лишения свободы за распространение детской порнографии (часть 2 ст. 242.1 УК РФ) была осуждена воспитательница из Екатеринбурга Евгения Чудновец, вина которой состояла в том, что она сделала в социальной сети репост 3-секундного видеоролика с голым подростком, чтобы привлечь внимание общественности к действиям в отношении этого несовершеннолетнего. При этом условный срок воспитательнице дать было нельзя, так согласно поправкам, вступившим в статью 73 УК РФ в 2012 году, запрещено давать условный срок при любых обстоятельствах лицу, осуждённому по данной статье, если изображённому несовершеннолетнему на порнографическом материале менее 14 лет. При этом впоследствии приговор Чудновец был отменён в надзорном порядке Курганским областным судом на основании представления судьи Верховного Суда Российской Федерации, а сама Евгения Чудновец полностью оправдана за отсутствием состава преступления.

#### Коммерческая реклама
Реклама регулируется отдельным законом «О рекламе». Реклама определяется как «информация, распространённая любым способом, в любой форме и с использованием любых средств, адресованная неопределённому кругу лиц и направленная на привлечение внимания к объекту рекламирования, формирование или поддержание интереса к нему и его продвижение на рынке».

#### Пропаганда гомосексуализма
В России существует федеральный запрет на пропаганду «нетрадиционных сексуальных отношений».

#### Политическая реклама и предвыборная агитация
КПРФ высказывает претензии ко всем эфирным телеканалам за игнорирование в ряде случаев оппозиционных мероприятий, отмечая при этом, что в ряде случаев телеканалы предоставляли «не только меньше эфира, чем всем другим парламентским партиям, но и даже меньше, чем непарламентской СПС».
В 2007 году глава Центризбиркома РФ Владимир Чуров, подводя итоги мониторинга СМИ, давал оценку, что при освещении избирательной кампании в российских печатных СМИ ощущается перекос в сторону оппозиционных партий, в радийном поле достигнуто полное равновесие политических партий, а телеканалы же отдают предпочтение разным партиям.
Весной 2010 года Союз журналистов России и ГУВД Москвы подписали меморандум о взаимодействии во время массовых мероприятий. Сотрудники СМИ получат специальные ярко-жёлтые жилеты и жёлтые же карточки, чтобы «их не трогали руками». Согласно меморандуму, «журналисты, обладающие редакционными удостоверениями и выполняющие поручение редакций, имеют полное право на освещение массовых мероприятий вне зависимости от того, согласованы они или нет, а также ряда других причин». «В целях идентификации журналистов, освещающих массовые мероприятия, ГУВД Москвы оформляет и выдаёт „карточки безопасности“ редакциям СМИ, которые в дальнейшем используются журналистами», "В целях обеспечения правопорядка при проведении массовых мероприятий редакции СМИ и журналисты признают недопустимым использование статуса журналиста не для освещения публичного мероприятия, а для участия в нём. При этом, «ГУВД не будет делить журналистов на российских и тех, кто представляет иностранные СМИ»
В 2010 году общественная кампания «Путин должен уйти» по сбору подписей под открытым письмом с требованием отставки Председателя Правительства Российской Федерации В. В. Путина получила освещение в более чем десятке ведущих российских изданий.

#### Средства массовой информации
В России действует закон «О средствах массовой информации», который предписывает обязательную госрегистрацию таковых.
Статья 4 закона о СМИ описывает ограничения на реализацию свободы слова средствами массовой информации, запрещая использование СМИ «в целях совершения уголовно наказуемых деяний, для разглашения сведений, составляющих государственную или иную специально охраняемую законом тайну, для распространения материалов, содержащих публичные призывы к осуществлению террористической деятельности или публично оправдывающих терроризм, других экстремистских материалов, а также материалов, пропагандирующих порнографию, культ насилия и жестокости», запрещает распространение информации о запрещённых за экстремизм организациях и о способах производства и местах приобретения наркотиков, и ограничивает работу журналистов при освещении контртеррористических операций.

#### Публичные выступления государственных служащих
Согласно пункту 10 части 1 статьи 17 Федерального закона от 27 июля 2004 года N 79-ФЗ «О государственной гражданской службе Российской Федерации», государственному гражданскому служащему запрещается допускать публичные высказывания, суждения и оценки, в том числе в средствах массовой информации, в отношении деятельности государственных органов, их руководителей, включая решения вышестоящего государственного органа либо государственного органа, в котором гражданский служащий замещает должность гражданской службы, если это не входит в его должностные обязанности.

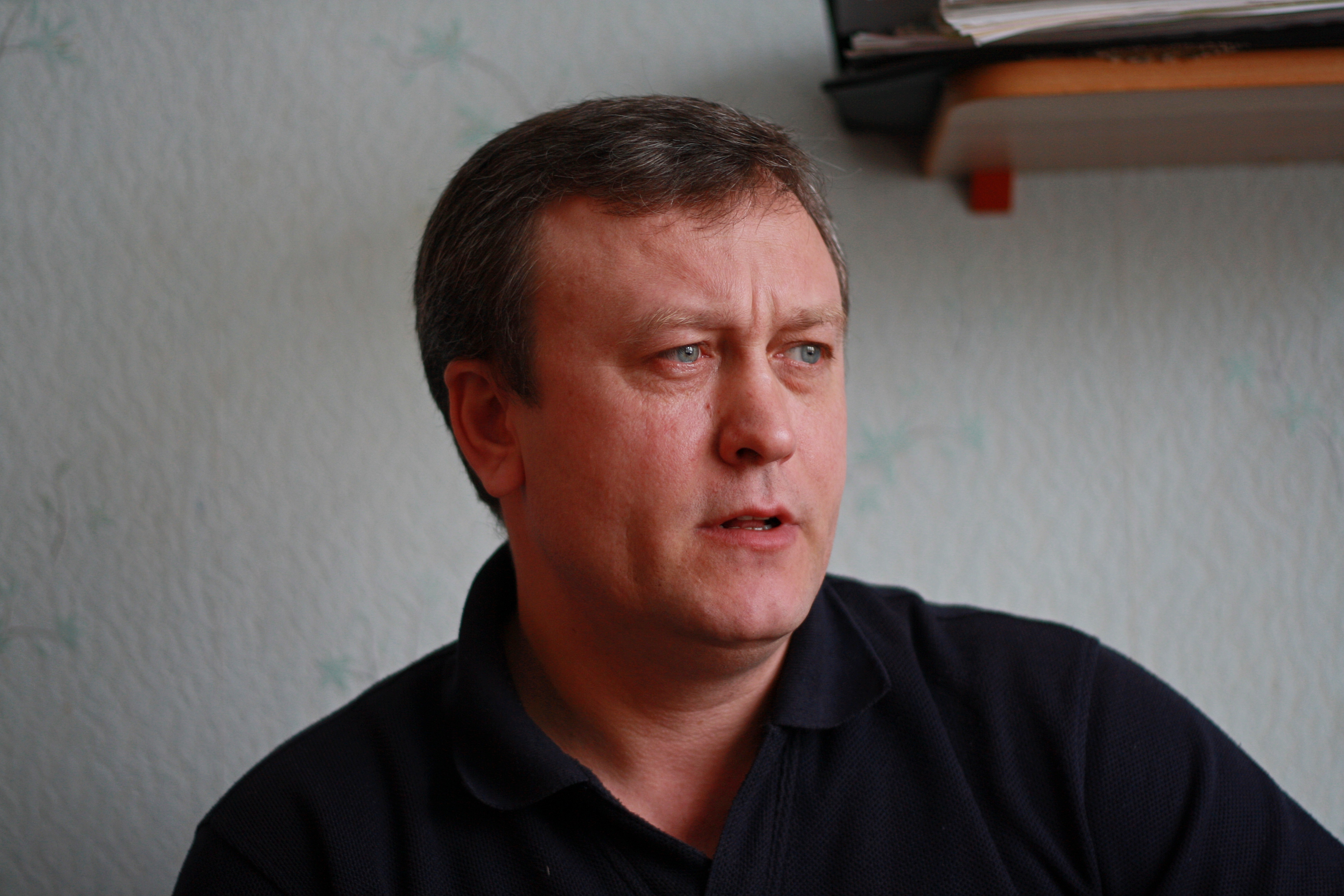
Алексей Мумолин

За нарушение этого запрета были уволены Л. Н. Кондратьева, которая в своём выступлении на одном из телеканалов подвергла критике деятельность межрегиональной инспекции Федеральной налоговой службы по Центральному федеральному округу, где она проходила службу, в части, касающейся начисления заработной платы сотрудникам, находящимся в командировках, а также сотрудник милиции Тольятти А. Н. Мумолин, который опубликовал в Интернете видеообращение, в котором подверг критике организацию работы органа внутренних дел, где он проходил службу. Они обратились в Конституционный суд РФ.
30 июня 2011 г. Конституционный суд РФ по их жалобе принял постановление № 14-П, в котором указал, что «запрет для государственных служащих на публичные высказывания, суждения и оценки, выходящие за рамки возложенных на них должностных обязанностей, не должен использоваться для поддержания режима корпоративной солидарности работников государственного аппарата, исключающей доведение до граждан информации, имеющей важное публичное значение» и поэтому вышеуказанные положения закона не могут рассматриваться как не допускающее публичного выражения государственным служащим своего мнения, суждения, оценки, в том числе в средствах массовой информации, в отношении деятельности государственных органов, их руководителей, включая решения вышестоящего государственного органа либо государственного органа, в котором гражданский служащий замещает должность гражданской службы, если это не входит в его должностные обязанности, а при оценке правомерности действий государственного гражданского служащего или сотрудника милиции (полиции) необходимо учитывать содержание допущенных им публичных высказываний, суждений или оценок, их общественную значимость и мотивы, соотношение причинённого (могущего быть причинённым) ими ущерба для государственных или общественных интересов с ущербом, предотвращённым в результате соответствующих действий государственного служащего, наличие либо отсутствие возможности у государственного служащего защитить свои права или государственные либо общественные интересы, нарушение которых послужило поводом для его публичного выступления, иными предусмотренными законом способами и другие значимые обстоятельства.
В мае 2003 года судья Московского городского суда О. Б. Кудешкина приступила к повторному рассмотрению уголовного дела в отношении старшего следователя по особо важным делам Следственного комитета МВД России Павла Зайцева, который занимался делом «Трёх китов» (ранее Зайцев был оправдан). По словам Кудешкиной, в ходе процесса по делу Зайцева председатель Мосгорсуда Ольга Егорова несколько раз вызывала её к себе в кабинет с требованием отчитываться о заседаниях. Затем, в июле 2003 г. без объяснения причин по личному указанию Егоровой дело было изъято из производства Кудешкиной.
В октябре 2003 г. Кудешкина выдвинула свою кандидатуру на выборах в Государственную Думу РФ. 1 декабря 2003 г. она дала интервью радиостанции «Эхо Москвы» о деле Зайцева и действиях Ольги Егоровой, а затем дала интервью газете «Известия» и «Новой газете».
В мае 2004 г. квалификационная коллегия Москвы по жалобе Егоровой приняла решение о лишении Кудешкиной статуса судьи за «умаление авторитета судебной власти». Российские суды отказали в жалобе Кудешкиной на это решение.
Кудешкина обратилась с жалобой в Европейский суд по правам человека (ЕСПЧ). 26 февраля 2009 г. ЕСПЧ удовлетворил жалобу Кудешкиной и четырьмя голосами против трёх признал, что лишение её статуса судьи представляло собой неправомерное ограничение свободы слова. Ей была присуждена компенсация в размере 10 000 евро.
Несмотря на решение ЕСПЧ, Мосгорсуд 18 декабря 2009 отказал в пересмотре решений по жалобе Кудешкиной на решение о лишении статуса судьи, а 10 марта 2010 г. Верховный суд РФ оставил это решение без изменения.

#### Закон о военной цензуре
Федеральный закон от 4 марта 2022 года № 32-ФЗ «О внесении изменений в Уголовный кодекс Российской Федерации и статьи 31 и 151 Уголовно-процессуального кодекса Российской Федерации», устанавливающий ответственность за «дискредитацию ВС РФ» и за «распространение заведомо ложной информации об использовании ВС РФ» был принят через несколько дней после вторжения России на территорию Украины, а также на фоне антивоенных протестов в России. Принятие закона стало причиной прекращения деятельности многих СМИ и сервисов на территории России.

#### Закон о поиске экстремистских материалов
Федеральный закон от 31 июля 2025 года № 281-ФЗ «О внесении изменений в Кодекс Российской Федерации об административных правонарушениях и Федеральный закон „О внесении изменений в Кодекс Российской Федерации об административных правонарушениях“» дополнил Кодекс Российской Федерации об административных правонарушениях новой статьёй 13.53 «Поиск заведомо экстремистских материалов и получение доступа к ним, в том числе с использованием программно-аппаратных средств доступа к информационным ресурсам, информационно-телекоммуникационным сетям, доступ к которым ограничен». Против принятия этого закона в Государственной Думе РФ выступили фракции «Новые люди» и КПРФ.

## История свободы слова в России

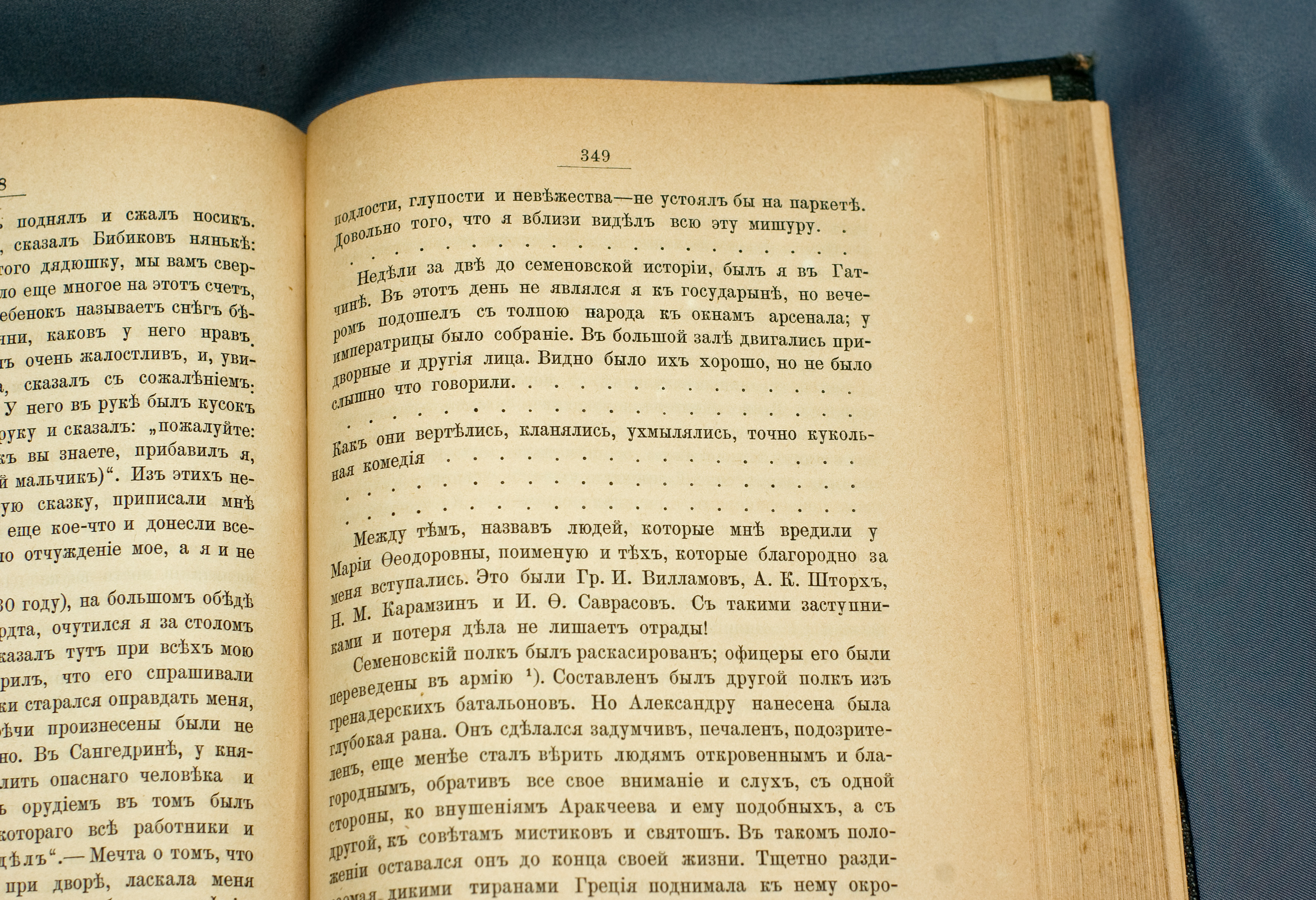
Пример дореволюционной цензуры (1886), зацензурированные места заменены точками для сохранения набора. Н. И. Греч. Записки о моей жизни.

В 1804 году император Александр I подписал новый цензурный устав, являвшийся инструкцией для цензоров, который гласил, что цензура вводится «не для стеснения свободы мыслить и писать, а единственно для принятия пристойных мер против злоупотребления оною». Более заметное ослабление ограничений на свободу печати произошло в 1855—1861 годах в период правления императора Александра II. В особенности оно коснулось изданий университетов, которые были освобождены от ведомственной цензуры. В 1917 году Февральская революция поначалу отменила цензурные ограничения, однако они были восстановлены уже в августе после попытки мятежа под предводительством Л. Г. Корнилова.

## Свобода слова в СССР

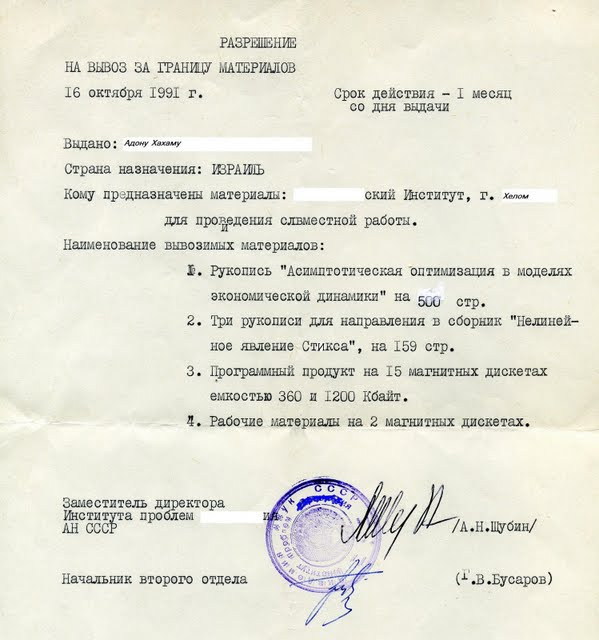
Разрешение на вывоз рукописи за границу СССР. Учёным было необходимо получать его даже на собственные рукописи и дискеты с собственноручно созданными файлами

Ограничения свободы слова в СССР носили в первую очередь идеологический характер. Основными объектами цензуры были: антисоветская пропаганда, военные и экономические секреты (включая, например, информацию о местах заключения), негативная информация о состоянии дел в стране (катастрофы, экономические проблемы, межнациональные конфликты, отрицательные социальные явления, статистика по самоубийствам и так далее), а также любая информация, которая могла вызвать нежелательные аллюзии.
Правящая в СССР коммунистическая партия провозглашала «социально-политическое и идейное единство общества», а идеологический плюрализм отвергался в принципе:

«ленинская партия… непримиримо выступает против любых взглядов и действий, противоречащих коммунистической идеологии»
Большинство исследователей отмечает тотальный характер советской цензуры и подчинение цензурных органов контролю со стороны коммунистической партии. Правозащитники утверждали, что цензурная практика нарушала международные обязательства СССР.
Жёсткая цензура была введена большевиками вскоре после захвата власти в России. 27 октября (9 ноября) 1917 года Совнаркомом был выпущен «Декрет о печати», по которому с октября 1917 по июнь 1918 были закрыты или прекратили существование более 470 оппозиционных газет. Все полиграфические мощности, запасы бумаги, кино- и фотопромышленность были национализированы.
В дальнейшем цензура была усилена и централизована. В 1922 году было создано Главное управление по делам литературы и издательств (Главлит) с целью «объединения всех видов цензуры печатных произведений» Формально Главлит подчинялся Наркомпросу, а с 1946 года — Совету министров СССР, но реально цензура всегда контролировалась органами коммунистической партии. Проводились массовые изъятия и уничтожения идеологически «вредных» книг, а к 1926 году в крупных библиотеках были созданы спецхраны, где находилась литература, доступ к которой предоставлялся по специальному разрешению..

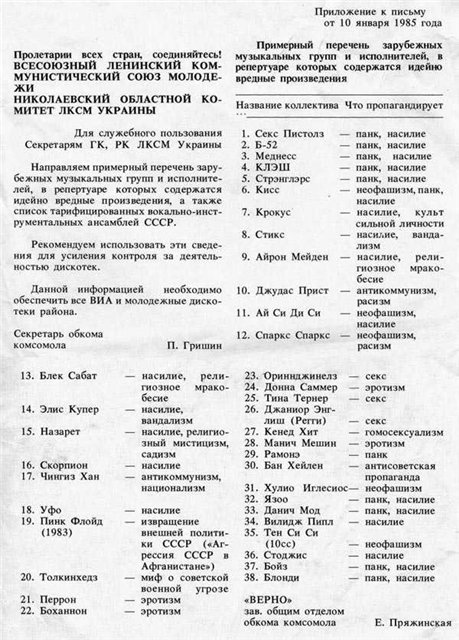
Зарубежные музыкальные группы и исполнители, запрещённые в СССР в 1985 году

Период с 1930 по 1953 годы Арлен Блюм назвал «эпохой тотального террора», а Геннадий Жирков — временем «тотальной партийной цензуры». В эти годы окончательно сложилась многоуровневая система цензуры — от самоцензуры до партийного контроля за цензорским аппаратом, запрету были подвергнуты не только любые произведения репрессированных авторов, но даже упоминания о них. Целые направления в науке (особенно в гуманитарной сфере) оказались под запретом.
После смерти Сталина произошло незначительное общее ослабление цензурных ограничений (так называемая «Хрущёвская оттепель»), однако позже примерно с 1964—1966 года запреты вновь усилились. Цензура эпохи застоя вновь стала неотъемлемым элементом советской пропагандистской машины, теперь игравшей в большей степени консервативно-охранительные функции. Развернулась активная борьба с аллюзиями, реминисценциями и прочими формами иносказаний. Цензурировалось фактически не то, что было написано, сказано и показано, а то, что могли об этом подумать читатели, слушатели и зрители. Проводилось активное подавление помехами зарубежных коротковолновых радиостанций, вещавших на СССР (см. Вражеские голоса).
Одним из существенных элементов цензуры были статьи Уголовного кодекса РСФСР № 70 («антисоветская агитации и пропаганда») и № 190-1 («распространение заведомо ложных измышлений, порочащих советский строй»). По этим статьям по данным КГБ СССР с 1958 по 1966 годы было осуждено 3448 человек, а с 1967 по 1975 годы — ещё 1583 человека.
Радикальное улучшение положения со свободой слова началось после того, как в начале 1986 года на XXVII съезде КПСС М. С. Горбачёв объявил, что «принципиальным для нас является вопрос о расширении гласности. Это вопрос политический. Без гласности нет и не может быть демократизма, политического творчества масс, их участия в управлении». Это означало возможность обсуждать множество ранее запретных тем, критиковать те или иные органы власти.
12 июня 1990 года Верховным Советом СССР был принят Закон СССР «О печати и других средствах массовой информации», в котором было прямо указано, что «Цензура массовой информации не допускается».

## Свобода слова в 1990-е годы
После падения КПСС и распада СССР, в начальный период (1991—1993 гг.) президентства Б. Н. Ельцина, уровень свободы на СМИ оставался на беспрецедентно высоком уровне 1990—1991 г..
В период 1990-х в СМИ разрешалось открытое обсуждение, в том числе и критика властей и государственного курса.
Известная в 1994—2002 годах телевизионная программа «Куклы» специализировалась на сатире на известных политиков и государственных чиновников, включая самого Ельцина.

Многие известные личности свидетельствовали о роли Бориса Ельцина как ярого приверженца свободы слова. Так, например, Егор Гайдар характеризовал первого президента РФ как активного защитника свободы слова даже в ущерб своим собственным интересам. Так, в 1990-е Гайдар считал, что одной из ошибок правительства России является отсутствие пропаганды государственного курса:
«Ельцин на это сказал: „Вы хотите, чтобы я воссоздал отдел пропаганды КПСС? Пока я президент, этого не будет“. И что бы о нём ни говорили СМИ… он ничего не сделал для того, чтобы пресечь поток откровенной клеветы. Последовательная линия защиты свободы слова для него была принципиальна.»
Художественный руководитель театра «Ленком» Марк Захаров отмечал:
«Над Ельциным смеялись, издевались, рассказывали неприятные, подчас оскорбительные истории, но он молчал, и все было разрешено. Иногда это удивляло. Мы говорили, не от большого ума, конечно, что остались совсем без идеологии, но он на это говорил: что же нам теперь, министерство пропаганды Геббельса организовать?». И потом я понял, что это было правильно"
Музыкальный критик и журналист Артемий Троицкий подчеркивал:
«Про Ельцина можно сказать много неласковых слов: и по поводу войны в Чечне, и по поводу выборов в 96-м, преступности, коррупции… Но один упрек бросить Ельцину никак нельзя. Свобода слова при Ельцине была! Бесспорно.»
Народный депутат России (1990—1993), народный артист СССР Олег Басилашвили:
«Да, на него лили грязь — и коммунисты, и СМИ, и даже наша депутатская группа требовала закрыть некоторые радикальные издания, но он говорил: „Это свобода слова! Привыкайте! Решение может вынести только суд, а сам я ничего закрывать не буду!“. Так же великодушен был он и в отношении ненавидящих его коммунистов: „В этой партии миллионы людей — как я её запрещу?“.»
По версии некоторых аналитиков, эпоха Ельцина стала временем расцвета средств массовой информации в России.
В 1991—1993 годах в телеэфир выходила передача «Будка гласности» — в этой программе любой человек мог зайти в передвижную комнату (будку) и сказать на всю страну то, о чём он думает.
До середины 90-х в эфир продолжала выходить информационно-аналитическая программа «600 секунд», достаточно независимо освещавшая политическую и социальную ситуацию в стране, а её ведущий, Александр Невзоров, являлся одним из идеологов антиельцинской оппозиции.
Впоследствии уровень свободы слова несколько опустился из-за стремления к обеспечению стабилизации в переходный период и на время острых политических кризисов.
22 апреля 1992 года из эфира телекомпании «Останкино» была снята авторская передача Никиты Михалкова «Перекресток», в которой был подвергнут критике госсекретарь РСФСР Геннадий Бурбулис. Также режиссёр рассуждал о связях с КГБ митрополита Питирима (задаваясь вопросом, почему телеведущая Татьяна Миткова решила рассказать именно о духовенстве).
10 июля радиостанция «Маяк» сообщила, что руководство ВГТРК запретило показ передачи «Момент истины» Андрея Караулова с арестованным вице-президентом распавшегося СССР Геннадием Янаевым по той причине, что «исповедь бывшего вице-президента не заинтересует телезрителей». В часовом интервью, снятом в мае 1992 г., Янаев рассказал о событиях 19 августа 1991 г. Например, что документы ГКЧП разрабатывались по поручению Михаила Горбачёва: в апреле 1991 г. президент СССР дал команду КГБ, МВД и армии подготовить документы на случай введения чрезвычайного положения, которые затем легли в основу программы действий ГКЧП, и что его сердце «не может успокоиться, что погибли трое ребят». Андрей Караулов сказал корреспонденту газеты «Коммерсант», что Олег Попцов пошёл на запрет, поскольку «не хочет портить отношения с правыми», и припомнил трудности с эфиром для своих передач, где фигурировали журналист Александр Невзоров и бывший председатель Совета Министров СССР Николай Рыжков. Также и Горбачёв по решению руководства ВГТРК выпал из списка будущих собеседников Караулова. По мнению председателя ВГТРК Олега Попцова, несколько бесед Караулов «провёл очень недурно», но передача с Янаевым «слабая, ответы узника банальны, а сам автор повторяется в вопросах». Поэтому необходимо «больше заниматься режиссурой, искать новые ходы и пахать». Вместе с тем Попцов косвенно подтвердил корреспонденту «Коммерсанта», что вопрос о эфире передачи зависит не только от её художественных достоинств: «После всплеска активности коммунистов на Конституционном суде и неожиданного заявления на Верховном Совете России об освобождении всех участников ГКЧП демократам не стоит выкладывать карты в руки правым такими передачами».
23 ноября 1992 года в передаче «Новая студия» канала «Останкино» был показан сюжет, посвящённый осетино-ингушскому конфликту. По мнению председателя Верховного Совета Северной Осетии Ахсарбека Галазова, в передаче «была дана односторонняя оценка осетино-ингушского конфликта в пользу ингушей». 24 ноября президент России Борис Ельцин подписал указ об отставке Егора Яковлева с поста председателя телерадиокомпании «за серьёзные ошибки при освещении межнациональных конфликтов». 11 января 1993 года главой «Останкино» назначен Вячеслав Брагин.
В марте 1993 года программа «600 секунд» не вышла в эфир, вместо традиционного антипрезидентского сюжета был продемонстрирован репортаж о митинге в поддержку Ельцина на Дворцовой площади. Программа не вышла по приказу директора Федеральной телевизионной службы (ФТС) Бэллы Курковой. Сотрудники программ сообщили, что за час до эфира аппаратная и эфирная студии были блокированы милицией. Редакция программ сделала заявление в адрес Ельцина, где говорилось, что «это полностью дискредитирует ваши указы, в частности, указ о свободах для средств массовой информации». Действия Федеральной телевизионной службы были названы «грубым подлогом», а её руководство — «холопами, трусами и подлецами», «такими же, как их президент». Председатель комитета Верховного Совета по средствам массовой информации Владимир Лисин назвал приостановление программы введением политической цензуры. После разгона Съезда народных депутатов и Верховного Совета России осенью 1993 года программа была закрыта властями.
C 25 сентября 1993 года были сняты с эфира или подверглись цензурным ограничениям программы «Человек недели» с участием вице-президента Александра Руцкого, «Красный квадрат» с участием председателя Конституционного суда Валерия Зорькина, «Времечко», куда в прямом эфире пытался дозвониться секретарь Конституционной комиссии Олег Румянцев, а также другие передачи, где звучала критика в адрес Ельцина. Как писал «Коммерсантъ», в нарушение Закона о средствах массовой информации был приостановлен выпуск «Российской газеты» и других изданий, учреждённых Верховным советом. Бывший пресс-секретарь Ельцина Павел Вощанов отметил: «Этому режиму не нужна свободная пресса». 27 сентября приказом и. о. министра печати и информации РФ Давида Цабрия была закрыта газета «День».
Рассказывая о событиях сентября-октября 1993 года, журналисты американской телекомпании CBS отмечали, что Борис Ельцин контролировал российское ТВ и в результате граждане России не получали полной информации о происходящих событиях. Многие кадры, показанные на Западе, не были показаны в России, а народные депутаты России и члены российского парламента (Верховного Совета) не имели возможности выступать по телевидению.
В период разгона Ельциным российского парламента осени 1993 года были закрыты как минимум десять газет в Москве, и на два дня была введена предварительная цензура других изданий, которые обязали перед публикацией представлять свои материалы на проверку в правительство.
Цензурные ограничения касались преимущественно ответственности спецслужб и партийной номенклатуры (от В. И. Ленина до собственно правящей элиты) за «преступления советского режима», что широко не обсуждалось. Также, к середине 1996 г. оппозиция практически утратила доступ к телевидению.
Как вспоминает бывший начальник службы безопасности Бориса Ельцина Александр Коржаков, когда в декабре 1994 года Ельцину не понравилось как НТВ показывало войну в Чечне, то тот приказал ему разобраться с владельцем телекомпании Владимиром Гусинским. После этого в офис к Гусинскому (бывшее здание СЭВа напротив Белого дома) нагрянули сотрудники Главного управления охраны РФ из спецподразделения по охране президента и Гусинскому пришлось на полгода уехать в Лондон. Факт давления на телекомпанию со стороны ельцинского Кремля подтверждает сам Гусинский, а также бывший генеральный директор НТВ Игорь Малашенко.
14 февраля 1996 года указом президента Бориса Ельцина освобождён от должности председатель ВГТРК Олег Попцов, возглавлявший телекомпанию с 1990 года. Ельцин мотивировал решение тем, что в программах телекомпании было «много чернухи». Попцов заявил, что решение президента связано с выборами и является одним из шагов по обновлению его команды. Председателем ВГТРК назначен Эдуард Сагалаев.
3 февраля 1997 года несколько высших менеджеров ВГТРК опубликовали в «Новой газете» открытое письмо «ТВ-магазин: продаём программу на завтра», в котором говорилось о финансовой, творческой и кадровой деградации телекомпании. В статье утверждалось, что Эдуард Сагалаев «превратил компанию в источник личного обогащения». 7 февраля 1997 года Сагалаев подал заявление об увольнении по собственному желанию. 10 февраля Борис Ельцин назначил председателем ВГТРК Николая Сванидзе, однако изложенные в письме факты были признаны Судебной палатой по информационным спорам при Президенте Российской Федерации недостоверными; аналогичным образом высказались и коллеги Сагалаева по ТВ-6.
Военный журналист Виктор Баранец утверждает, что он был уволен с должности пресс-секретаря министра обороны в 1997 году за критическую статью о президенте Ельцине.
21 мая 1998 года Николай Сванидзе освобождён с поста председателя ВГТРК «в связи с переходом на другую работу». Сванидзе мотивировал отставку желанием работать журналистом, а не администратором. По версии СМИ, Сванидзе не поладил с новым премьером Сергеем Кириенко. Главой государственной телекомпании был назначен Михаил Швыдкой.
Публицист Константин Крылов в 2007 году заявил: «При Ельцине цензура и пропаганда действовали не хуже, а куда лучше нынешних. Просто они были временно переданы в частные руки».
Wall Street Journal и Washington Post писали, что период президентства Ельцина был эпохой свободы слова и характеризовался отсутствием цензуры.. Того же мнения придерживается ряд либеральных российских политиков. Например, Борис Немцов сказал: «Ельцин дал нам с вами свободу, и мы должны быть ему за это благодарны, он ненавидел цензуру, и в стране была свобода слова». Олег Наумов писал, что «выбирая между цензурой и свободой слова, Ельцин безоговорочно был за свободу слова» Однако есть либералы придерживающиеся другой точки зрения. Так, Григорий Явлинский в 1999 году писал: «при Ельцине о свободе прессы можно говорить весьма условно: закабаление СМИ финансовыми группировками — явление ельцинского периода».
Валерия Новодворская в журнале «Новое время» (2005) отмечала:

- Журнал «Огонёк», король перестройки. В 1994 году его купил Березовский. Первое, что он сделал, — это запретил писать про Чечню… Так познавали мы прелести рыночной экономики.
- Газету «Хозяин», приложение к «Труду», «Труд» выгнал за смелость, Гайдар и его институт не смогли достать денег, «Экономика» взяла с тем условием, что политики больше не будет.
- Журнал «Столица» был куплен Владимиром Яковлевым… На пятый месяц потребовал увольнения ряда журналистов, наложил «вето» на чеченскую тему и отдал попсе весь журнал.
- «Отвязанная» газета «Новый взгляд» 12 декабря 1994 года уволила (хозяин — Евгений Додолев) всех журналистов, выступивших против войны в Чечне.<…>

По утверждению первого главного редактора «Независимой газеты» Виталия Третьякова: «Когда к власти пришёл Ельцин, мы стали критиковать и новые власти, когда было за что. И нам писали читатели (а также звонил из администрации пресс-секретарь президента России Павел Вощанов), говорили о том, что нельзя критиковать Ельцина, потому что он свой, демократ, а критиковать надо Горбачёва. Но какой смысл нам был критиковать Горбачёва, когда он был уже не у власти? Потом произошли события октября 1993 года, когда мы не заняли позицию какой-то одной стороны конфликта, а давали точки зрения и тех и других, что, конечно, не нравилось власти. А после событий 3-4 октября вернулась цензура, вернулись те же самые люди, которые там сидели при Горбачёве. И газета несколько номеров выходила с белыми пятнами, когда какие-то материалы цензор не подписывал. Так что тот, кто говорит, что во времена Ельцина не было давления на прессу, ошибается.».

## Свобода слова в 2000-е годы

Динамика международного индекса свободы прессы в странах Большой восьмёрки, по данным организации Репортёры без границ. Чем выше индекс, тем менее свободна пресса

По мнению некоторых обозревателей, в 2000-х годах наблюдалось ухудшение свободы СМИ.
Согласно опросам, большинство россиян (78 %) в 2000 году полагало, что свобода слова существует. Примерно пятая часть опрошенных (22 %) считала, что свобода слова чересчур большая, в то время как четверть опрошенных (25 %) заявляла, что в стране существует нормальная свобода слова. Ещё почти треть россиян (31 %) была уверена в 2001 году, что свобода слова есть, но имеет ограничения. Лишь 12 % полагали, что свободы слова нет вообще. Десятая часть опрошенных (10 %) затруднилась ответить. При аналогичном опросе экспертов 66 % ответили, что в РФ свобода слова есть.
По данным Левада-Центра, доля россиян, полагающих, что «власти России ведут наступление на свободу слова и ущемляют независимые СМИ», составляла в 2000 году 30 %, а в 2005 снизилась до 27 %, а в 2007 году снизилась до 26 процентов.
По данным Левада-центра, доля россиян, полагающих, что «власти России нисколько не угрожают свободе слова и не ущемляют деятельность независимых СМИ», увеличилась с 2000 года на 3 процента и составила 49 процентов (2005 год).
Результаты всероссийских опросов от 2007 года показывают, что свобода слова как демократическая ценность достаточно прочно укоренилась в сознании россиян: большинство населения страны (83 %) считает важным существование в России свободы слова и СМИ. По результатам социологических опросов, большинство россиян считает, что права граждан на выражение собственного мнения, свободу слова сегодня реализуются в достаточном объёме. При этом данные всероссийских опросов показывают, что россияне замечают определённые ограничения свободы слова и СМИ, но не считают, что проблема является системной и усугубляется со временем.
По данным Левада-Центра, в российском обществе распространено мнение о необходимости политической цензуры; 60 % опрошенных в декабре 2004 года полагало необходимой политическую цензуру в СМИ. По данным ВЦИОМ, большинство жителей России хочет ограничить такие темы, как порнография и насилие, в то время как за политическую цензуру выступают только 7 %. Российские печатные СМИ отличаются тем, что они независимы не столько юридически, сколько в социальном плане (от читателей): издания практически не реагируют на письма читателей, не поддерживают «обратной связи» с ними, не изучают оценку читателями своей деятельности, не стремятся удовлетворить читательские информационные потребности, предлагая лишь своё видение печатных полос и сюжетов, излагаемых в публикациях журналистов. В постсоветский период произошло резкое сокращение читательской аудитории российских газет: по данным опросов в 1990 году регулярно прессу не читали 4 % опрошенных, в 2002 году — 13,5 % опрошенных, в 2006 году — 30 % опрошенных.
Согласно отчётам международной организации «Репортёры без границ», насилие (в частности, убийства журналистов Анны Политковской и Пола Хлебникова) представляет основную угрозу свободе слова в России. По мнению организации, даже когда это насилие не исходит от представителей власти, она всё равно несёт ответственность. Одни независимые газеты вынуждены были закрыться в результате наложения на них штрафов (по приговорам судов), другие подвергаются давлению с требованием прекратить обсуждение вопросов, существенных для имиджа властей. Регулирующее СМИ законодательство не соответствует европейским стандартам. Всё это приводит к вынужденной самоцензуре на подавляющем большинстве СМИ.
Комитет защиты журналистов утверждал, что во время президентства В. В. Путина было убито 13 журналистов и убийцы до сих пор не найдены. Точное количество убитых журналистов в России с момента распада СССР неизвестно. Приводятся разные цифры. Российский Союз журналистов и Фонд защиты гласности обнародовали данные, что с 1993 по 2007 год в России было убито 214 журналистов. Аналитик Международной федерации журналистов Джон Кроуфут писал, что с 1994 по 2009 год в России были убиты 150 журналистов. Депутат Государственной думы IV созыва Б. Л. Резник заявил:
«Убийство журналистов в России стало явлением масштабным и пугающим».
В церемонии открытия 59-го Всемирного газетного конгресса, на котором обсуждалось развитие российских средств массовой информации за последние 15 лет, принял участие В. В. Путин. Он напомнил, что в 1990-е свободы прессы не было как таковой, поскольку национальные каналы телевидения находились под контролем олигархических групп. С его оценкой согласился президент Всемирной газетной и новостной ассоциации О’Рейли, при этом заявив, что олигархический контроль впоследствии сменился государственным.
Отвечая на критику О’Рейли, который считал, что присутствие государства в средствах массовой информации снова стало расти, Путин привёл имевшиеся у него данные, что «доля активов государства на рынке российской прессы неизменно сокращается. Это легко проверить, а число самих изданий постоянно растёт». Президент привёл в качестве примера только один субъект Российской Федерации — Нижегородскую область, где в году, предшествовавшем конгрессу, было зарегистрировано 147 новых газет и журналов. В целом же по России на тот год выходило в свет 53 тысячи периодических изданий, не считая более трёх тысяч телерадиокомпаний. «Даже при всем желании их невозможно проконтролировать», — заключил Путин. Однако, продолжая, он признал, что «у нас ещё так же, как практически в любой другой стране мира, постоянно существует борьба между государством и его интересами, так, как их понимают чиновники, и обществом, и прессой». Путин заявил далее, что ещё не так давно о свободной прессе в России никто и не помышлял: «Мы с вами собрались в этом зале, который когда-то назывался Дворцом съездов коммунистической партии, а сегодня мы обсуждаем проблемы свободы слова, и в достаточно критическом ключе. Совсем ещё недавно такого даже представить себе было невозможно».
В ходе интернет-конференции с гражданами России Путин не согласился с мнением, что государство осуществляет контроль над телерадиокомпаниями, кабельным телевидением и интернетом. Путин напомнил, что чисто государственным является только канал ВГТРК, который выражает государственную точку зрения. В АО «Первый канал» участвуют иностранные инвесторы, а канал НТВ лишь с недавнего времени стал принадлежать компании «Газпром», которая только на 51 % является государственной.
Для иллюстрации своих оценок Путин упомянул компании в Западной Европе, «которые называются абсолютно независимыми, но в которых главными инвесторами, главными держателями акций являются компании, в которых, в свою очередь, государство имеет контрольный пакет».
В первый день войны с Грузией в августе 2008 года российские СМИ ещё не имели чёткой директивы о тональности освещения событий (в эфир допускались и сомнения в официальной версии российских властей), однако уже на следующий день в повестке установилась чёткая антигрузинская политика; после войны, несмотря на предполагающуяся цензуру на российском телевидении, высшее руководство Грузии имело регулярный доступ к российским СМИ, включая прямой эфир. При этом Грузия обвиняла Россию в цензуре в связи с тем, что считала российские власти причастными к отказу Eutelsat от трансляции грузинского телеканала на русском языке.
По утверждению BBC, два из трёх главных федеральных каналов («Первый канал» и «Россия-1») находятся под государственным контролем, а телеканал НТВ — под контролем «Газпрома».

## Свобода слова в 2010-е годы
В феврале 2011 года журналист газеты The Guardian стал первым иностранным журналистом со времени холодной войны, который был выслан из Российской Федерации после того, как написал, что Путин знал о планах убийства Александра Литвиненко.

### События вокруг СМИ, вызвавшие резонанс
Владимир Прибыловский и Юрий Фельштинский утверждали, что «дело Бабицкого» было первым эпизодом борьбы администрации Путина со свободой слова. По их мнению, до конца 2003 г. на федеральном уровне (не считая преследования региональных СМИ) имели место следующие акции, которые, по их мнению, являются эпизодами борьбы со свободой слова:
- февраль 2000 — «дело Хинштейна» (попытка МВД поместить в психиатрическую больницу или возбудить уголовное дело против журналиста «МК» А. Хинштейна за его давние разоблачительные статьи против ведомства и лично министра В. Рушайло);
- апрель-май 2001 — национализация НТВ;
- 2001 — Европейский суд по правам человека обязал РФ выплатить 7 тысяч евро за нарушение свободы слова редакторов екатеринбургской газеты «Д. С. П.».[146]
- 2001—2002 — ликвидация телеканала ТВ-6;
- декабрь 2001 — осуждение за шпионаж журналиста-эколога Григория Пасько,
- май 2002 — попытка закрытия «Новой газеты» с помощью иска Межпромбанка;
- июнь 2002 — закрытие «Лимонки»
- июнь 2002 — закрытие «Общей газеты»;
- сентябрь 2002 — обыск в издательстве «Ad Marginem» по обвинению в распространении порнографии (её усмотрели в романе Сорокина); как полагают Прибыловский с Фельштинским, ссылаясь на слухи, обыск был проведён из-за публикации романа А. Проханова «Господин Гексоген», в котором они увидели обвинения В. Путина во взрывах домов[147];
- ноябрь 2002 — обыск в редакции газеты «Версия»;
- февраль 2003 — закрытие «старых» «Новых известий»;
- февраль 2003 — повторная национализация НТВ;
- май-июнь 2003 — поправки к закону о СМИ;
- июнь 2003 — закрытие ТВС;
- сентябрь 2003 — отъём помещения у журнала «Новое время»;
- сентябрь-декабрь 2003 — предвыборные цензурные репрессии против печатных СМИ;
- сентябрь-декабрь 2003 — предвыборное усиление цензуры на телевидении[147];
- февраль 2006 — закрытие «Генеральной линии»
- март 2008 — Россвязьохранкультурой телеканалу «2х2» было вынесено предупреждение за «пропаганду культа насилия и жестокости, нанесение ущерба здоровью, нравственному и духовному развитию ребёнка, посягательство на общественную нравственность» из-за трансляции мультфильмов «Приключения Большого Джеффа» и Happy Tree Friends.
- октябрь 2008 — Басманная межрайонная прокуратура провела экспертизу, которая признала экстремистским содержание одной из серий сериала «Южный Парк», транслировавшейся на «2х2», суд над телеканалом"
- март 2011 — захват «Единой Россией» журнала «РФ сегодня»

## Военная цензура в 2022 году
В связи с российским вторжением на Украину 24 февраля 2022 года Роскомнадзор потребовал от СМИ и информационных ресурсов при размещении публикаций, касающихся освещения военных событий на Украине, использовать только информацию из официальных российских источников. А за «распространение заведомо ложной информации» СМИ блокируют и штрафуют в размере до 5 млн рублей.

## Случаи преследования журналистов
С 1997 года в России возбудили уголовные дела в отношении по меньшей мере 74 журналистов.
С 1997 по 2015 год количество сотрудников СМИ, которые в течение одного года были обвинены в уголовных преступлениях, не превышало четырёх (исключение — 2006 год, когда под следствие попали пятеро сотрудников СМИ). С 2016 года это число стало расти и в 2018 году достигло девяти, а в течение 2019 года по всей России возбудили уголовные дела против 16 журналистов. По данным Центра экстремальной журналистики, с приходом к власти В. В. Путина постоянно увеличивается число дел по обвинению журналистов в уголовных преступлениях: 2000 — 19, 2001 — 31, 2002 — 49, в первой половине 2003 года — более 20.
С начала 2020 года по всей России возбудили уголовные дела в отношении как минимум троих действующих и бывших работников СМИ — экс-корреспондента «Коммерсанта» и «Ведомостей», советника главы «Роскосмоса» Ивана Сафронова (его обвиняют в госизмене), издателя «Медиазоны» Петра Верзилова (следствие считает, что он не уведомил власти о втором гражданстве) и корреспондента нижегородского портала «Репортер-НН» Александра Пичугина, которому вменили распространение фейков о коронавирусе.
- 1998: В Калмыкии была убита главный редактор единственной местной оппозиционной газеты «Советская Калмыкия сегодня» Лариса Юдина[150][151]
- 2000: Во время второй чеченской войны в районе боевых действий российскими силовыми структурами был похищен Андрей Бабицкий — журналист радио «Свобода»[152][153].
- 2006: Анна Политковская была застрелена в подъезде своего дома[154].
- 2008: Возбуждено уголовное дело против сайта «Ингушетия.ру» и его главреда Розы Мальсаговой[155]. Мальсагова покинула Россию вместе с тремя малолетними детьми, чтобы найти убежище в ЕС. 31 августа был убит владелец сайта Магомед Евлоев. Согласно официальной версии[156], выстрел был произведён случайно сотрудником МВД Ингушетии[157].
- 2014: Нападению неизвестных подверглись журналисты телеканала «Дождь», «Новой газеты», «Эха Москвы» и других, расследовавшие захоронение военнослужащих 76-й дивизии ВДВ, которые предположительно участвовали в войне на востоке Украины[158][159][160].
- 2019: Дело Светланы Прокопьевой — уголовное дело по обвинению псковской журналистки в публичных призывах к осуществлению террористической деятельности или публичном оправдании терроризма (205.2 ч. 2, УК РФ). Дело стало самым громким из всех случаев, связанных с оправданием терроризма в России. Оно вызвало международный протест журналистских и правозащитных организаций.
- 2019: Дело Ивана Голунова — уголовное дело по обвинению журналиста русскоязычного интернет-издания «Медуза» в попытке сбыта наркотиков. Получило большой общественный резонанс из-за допущенных правоохранительными и следственными органами нарушений во время задержания Голунова и в процессе следствия, а также из-за последовавших акций протеста в Москве и других городах.

В связи с нападениями на журналистов в 2014 г. представитель ОБСЕ по свободе слова Дунья Миятович назвала ситуацию с безопасностью журналистов в России «ужасающей».

### 2020
- Дело Ивана Сафронова. Суд арестовал советника главы «Роскосмоса» Ивана Сафронова по подозрению в госизмене. С июля 2019 года по март 2020 года Сафронов работал спецкорреспондентом «Ведомостей», освещал военную и военно-промышленную проблематику. В конце марта, сразу после первой встречи редакции и будущего главного редактора Андрея Шмарова, покинул «Ведомости»[161].
- «Фейковое» дело журналиста Александра Пичугина — Было возбуждено уголовное дело по статье 207.1 УК РФ «Публичное распространение заведомо ложной информации об обстоятельствах, представляющих угрозу жизни и безопасности граждан». По мнению следствия, именно такую информацию содержал пост от 12 апреля в Telegram-канале Пичугина. Кроме того, там якобы были данные, «компрометирующие и дискредитирующие деятельность правоохранительных органов России»[162][163].
- Дело Петра Верзилова — Против издателя «Медиазоны» Петра Верзилова возбудили уголовное дело по статье об отсутствии уведомления о наличии иностранного паспорта, сообщается на сайте издания[164][165].

#### Мнения
- «В последние годы число дел, связанных с ограничением свободы слова, стало больше. Логично, что журналисты, которые находятся на первой линии, стали чаще попадать в сферу внимания полиции, СК и ФСБ. Причем речь идет не только о расширении практики преследования за выражение мнения, но и о её ужесточении. Ещё лет семь-восемь назад реальный срок за это казался дикостью, сейчас этим никого не удивишь, и штраф 500 тыс. руб., назначенный Светлане Прокопьевой, воспринимается как убедительная победа. Это по сути и есть победа, потому что, к примеру, Иван Любшин за короткий комментарий в ВК на эту же тему получил пять лет колонии», — сказал РБК аналитик международной правозащитной группы «Агора» Дамир Гайнутдинов.
- Рост интенсивности преследования журналистов связан с тем, как меняется отношение государства и спецслужб к информации вообще, считает директор Центра защиты прав СМИ Галина Арапова: «Идет демонизация информационной сферы, нагнетание угроз, исходящих прежде всего от интернета, но в том числе и от журналистов», — говорит юрист[149].

## Свобода слова в Интернете
На общественных дебатах о свободе СМИ, проведённом РИАН, журналист и общественный деятель Антон Носик отметил, что утверждения о том, что в России нет свободы слова, оскорбляют его интеллект: «когда человек утверждает, что в России нет свободы слова, то возникает вопрос, куда он дел 43 миллиона, по данным ФОМ, пользователей Интернета. Где ему в Интернете нельзя что-то сказать?»
Журналист и продюсер Тина Канделаки, со страниц издания gzt.ru, говоря о свободе слова в интернете, написала «что на сегодняшний день блоги — это реальная площадка для реализации свободы слова. Сегодня говорить о том, что свободы слова нет, уже абсолютно неактуально. Свобода слова, совершенно очевидно, есть — для тех, кто готов бороться», приведя в качестве примера эпизод с саратовским экономистом Денисом Давыдовым, который рассказал в блоге президента страны о нецелевом расходовании бюджетных средств в Саратовском техническом университете, после чего начальника отдела госзакупок университета уволили, ректора оштрафовали.
1 ноября 2012 года начал работу единый реестр запрещённых сайтов, содержащих информацию, распространение которой на территории России запрещено.
В 2019 году был подписан закон, который предусматривает блокировку в cети интернет материалов, оскорбляющих общество, государство, органы власти и госсимволы России.
В январе 2020 года в Екатеринбурге на активиста Михаила Никитина составили протокол по ч.3 ст. 20.1 КоАП об оскорблении президента России Владимира Путина в связи с комментарием к публикации социальной сети Facebook, который он оставил в мае 2019 года под публикацией правозащитного проекта «Апология протеста». В комментарии Никитин употребил нецензурное слово, и полицейские сочли, что оно относится к президенту России.

## Свобода слова и терроризм
Ряд источников, на примере теракта на мюзикле «Норд-Ост», отмечает, что неограниченная свобода слова может нести катастрофические последствия: тогда главный продюсер мюзикла Александр Цекало рассказывал о подробностях входа и выхода из здания ДК, а один из федеральных телеканалов в прямом эфире транслировал начало контртеррористической операции, чем, по свидетельству заложников, террористы не замедлили воспользоваться в своих целях.
Однако этой информации даёт опровержение Виктор Шендерович, один из команды журналистов «того» НТВ, в своей книге «Обстоятельства непреодолимой силы» утверждая: «Ведь никакого прямого эфира не было. Штурм (если называть штурмом расстрел отравленных) начался в пять утра, а плёнка, запечатлевшая подготовку штурма, пошла в эфир только в начале седьмого. Жизням заложников к этому времени уже не могло угрожать ничего — и уже почти ничего не могло их спасти. В начале седьмого утра заложники уже умирали на ступеньках Дома культуры.»
В 2003 году Союзом журналистов России была принята «Антитеррористическая хартия», которая призвана стать внутренним цензором для освещающих акты терроризма и контртеррористические операции журналистов. Так, Хартия предписывает «воздерживаться от неподобающей сенсационности и натурализма при показе жестокости и насилия», «проявлять должное уважение к страданиям жертв терроризма и чувствам их близких, дабы не усугублять их бестактным освещением событий», а также «избегать прямых контактов с террористами» и ни при каких обстоятельствах «не брать на себя роль посредников».

## Ограничения свободы слова
Публикации печатных изданий, музыкальных произведений, фильмов, иных произведений, могут быть запрещены решением суда, если такие произведения будут признаны экстремистскими (разжигающими социальную, национальную, религиозную, расовую рознь, призывающими к насильственному свержению власти и так далее) или порнографическими.
С июля 2007 года в РФ каждые полгода публикуется Федеральный список экстремистских материалов (признанных судом экстремистскими за прошедшие полгода). В этот список входят печатные издания, музыкальные альбомы, кинофильмы.
Постановление Главы города Вологды Е. Б. Шулепова № 1310 от 18 марта 2009 года обязало редактора газеты «Вологодские новости» (муниципальное унитарное предприятие)
3.26. Представлять на утверждение начальнику управления массовых коммуникаций и общественных связей Управления делами Администрации города Вологды макет нового выпуска газеты до отправления его в типографию, с которой заключён договор, для печати.

### Проявления цензуры на телевидении

#### НТВ: цензура эфира и закрытие телепрограмм
Выходившая в 1990-х — начале 2000-х сатирическая программа «Куклы» в числе прочего использовала куклу В. В. Путина для создания сатирических сюжетов. По утверждению газеты Independent, Кремль потребовал убрать куклу из программы, а затем программа была закрыта. Эта же программа часто служила поводом для судебных разбирательств.
16 ноября 2003 года из программы «Намедни» на телеканале НТВ был вырезан сюжет, посвящённый книге журналистки Елены Трегубовой «Байки кремлёвского диггера». В своей книге журналистка нелестно отзывалась о В. В. Путине. Программа в полном объёме была продемонстрирована в телеэфире на дальневосточные регионы страны, после чего по приказу генерального директора НТВ Николая Сенкевича сюжет о книге был исключён из передачи.
По факту этого события Союз журналистов обратился к Генеральному прокурору России Владимиру Устинову с просьбой возбудить уголовное дело против Николая Сенкевича по статье 144 УК РФ «Воспрепятствование законной профессиональной деятельности журналиста», но прокуратура не поддержала обращение. Сам Николай Сенкевич объяснял своё решение о снятии сюжета тем, что «НТВ не отхожее место, где есть место хамству и пошлости».
28 мая 2004 года заместитель генерального директора НТВ по информационному вещанию Александр Герасимов потребовал снять из эфира программы «Намедни» интервью с вдовой убитого в Катаре чеченского террориста и бывшего де-факто президента Ичкерии Зелимхана Яндарбиева. Текст интервью был также удалён с сайта НТВ, а также был вычищен интернет-форум телепрограммы, где телезрители обсуждали запрещённый к показу сюжет. Ведущий программы «Намедни» Леонид Парфёнов заявил, что Александр Герасимов запретил показ интервью по просьбе представителей российских спецслужб. Александр Герасимов заявил, что подобная просьба к нему поступала: «Была устная просьба о том, чтобы не давать в эфир ничего, касающегося хода судебного разбирательства [суд над двоими россиянами, обвинявшимися в убийстве Яндарбиева], так как, считают спецслужбы, это может повлиять на решение, которое вынесет суд Катара».
1 июня 2004 года Леонид Парфёнов был уволен с телеканала НТВ «по сокращению штатов», а программа «Намедни» была закрыта. Одновременно с этим был закрыт сайт программы, а также форум «Намедни» на сайте телеканала НТВ. По заявлениям NEWSru.com, принадлежащего Владимиру Гусинскому, бывшему владельцу НТВ, все обсуждения этих событий планомерно удалялись с общих форумов сайта телеканала.
В июле 2004 года на телеканале НТВ была закрыта информационно-развлекательная программа «Красная стрела» (бывшая «Тушите свет»). Руководство телеканала мотивировало снятие программы с эфира дороговизной проекта. «Красная стрела» дважды награждалась телевизионной премии ТЭФИ. Впервые получая этот приз в 2002 году, один из ведущих программы Алексей Колган, озвучивавший Хрюна Моржова, пошутил: «На эти статуэтки мы со Степкой будем пялиться, когда нас закроют». Второй раз телеакадемики отметили «Красную стрелу» премией ТЭФИ в сентябре 2004 года, уже после закрытия программы.
9 июля 2004 года в последний раз вышел в эфир выпуск общественно-политического ток-шоу «Свобода слова» Савика Шустера. В течение полутора недель пресс-служба и руководство НТВ не подтверждали слухи о закрытии программы, но «Свобода слова» с того времени навсегда покинула эфир телеканала НТВ.
19 июля 2004 года генеральный директор НТВ Владимир Кулистиков так объяснял причины закрытия программы: «Считалось, что программа была трибуной для обмена мнениями. Но далеко не всеми мнениями. Люди статусные, принимающие решения, оставались в меньшинстве либо не приходили вовсе, из-за этого программа перестала быть объективным отражением споров, идущих в обществе. <…> Зачастую она воспринималась как клуб „пикейных жилетов“, которые в сущности доказывали один тезис: Путин — не голова. Голос большинства был в ней почти не слышен. <…> Достаточно типичная мизансцена: робкий и немного косноязычный представитель парламентского большинства, которого удалось по неопытности заманить на программу, пытается рассказать о сути правительственной реформы. И тут поднимается испытанный боец-краснобай из правых или левых и хорошо поставленным голосом восклицает что-то вроде: „Да что вы его слушаете про какие-то индексы? Народ голодает!“ Публика нажимает кнопки, и вот результат: народ в зале „против“. А на выборах почему-то „за“. Вот от этого статусных людей было мало. В основном там были те, кто за последнее время много чего проиграли, показав себя неумелыми управленцами и беспомощными политиками.».
В июле 2004 года глава Союза журналистов России Игорь Яковенко так прокомментировал закрытие «Свободы слова»: «Это последний этап превращения НТВ в обычный государственный канал. Теперь телезрители могут выбросить пульты за ненадобностью, потому что все каналы будут одинаковы.».
В сентябре 2004 года президент фонда «Академия российского телевидения» Владимир Познер заявил: «Снятие с эфира таких программ, как „Красная стрела“, „Свобода слова“, „Намедни“, — это безобразие. Они имели прекрасный рейтинг и были сделаны отличным образом на хорошем, а иногда — блистательном профессиональном уровне.».

#### Купюры в телетрансляции ТЭФИ
24 сентября 2004 года в трансляции церемонии вручения ТЭФИ на канале НТВ была отцензурирована речь президента телекомпании Ren-TV Ирены Лесневской, в эфире осталась лишь первая и последняя фраза выступления. В эфир не попали, в частности, такие слова Ирены Лесневской: «… И в течение многих лет мы проповедуем только одно: мы не прокуроры, не партия, мы — свободные люди в свободной стране. Говорим то, что видим, у нас своя правда, а не та, что нам указывают сверху». Главный продюсер НТВ Александр Левин, комментируя данный инцидент изданию «Коммерсант», подчеркнул, что, напротив, просил производителей не вырезать никаких политических и особо острых реплик. Издание «Коммерсант» при этом также обратило внимание на то, что в эфире остались без купюр даже слова директора «Нашего радио» Михаила Козырева, получавшего ТЭФИ за проект Ren TV «Неголубой огонёк», который благодарил Сергея Шнурова, написавшего песню «Я свободен», которую, по словам господина Козырева, музыкант написал «под воздействием того, что происходит с Михаилом Ходорковским».
23 ноября 2006 года из трансляции на телеканале СТС церемонии вручения ТЭФИ были вырезаны слова благодарности в адрес Владимира Гусинского и Игоря Малашенко. Во время церемонии награждения лауреат премии Андрей Норкин поблагодарил бывших владельцев НТВ за то, что они создали RTVi (на этом спутниковом канале выходила информационная программа Андрея Норкина, которая была удостоена премии).
21 сентября 2007 года во время телетрансляции ТЭФИ подверглась цензуре речь гендиректора телекомпании «Совершенно секретно» Этери Левиевой, получавшей приз за фильм «Анна Политковская. Последнее интервью». Этери Левиева закончила своё выступление словами благодарности в адрес «Пятого канала»: «Спасибо, что остались ещё телеканалы, где мы можем показывать такие фильмы». В эфире СТС осталась только благодарность директору «Пятого канала», а последняя фраза была отрезана.

#### Выступления Михаила Задорнова
Михаил Задорнов утверждал, что его выступления на телевидении подвергают цензуре перед выпуском на экран. Он заявлял об этом в некоторых своих телевыступлениях и в интервью. Так, телеканал «РЕН ТВ» вырезал из телеверсии новогоднего концерта ряд острых комментариев сатирика о событиях в России в канун и во время проведения парламентских выборов 2011 года.

#### Видеообращение майора милиции А. А. Дымовского
5 ноября 2009 года майор милиции А. А. Дымовский выступил с открытым видеообращением к председателю правительства России В. В. Путину, которое он разместил в Интернете на своём сайте. Несмотря на широкое освещение, которое получило видеообращение Дымовского в сетевых изданиях и на радио, эта тема практически не освещалось на федеральных каналах телевидения. Высказывались предположения о существовании негласного запрета на «тему Дымовского» на телеканалах.

#### Цензура во время предвыборной агитации 2011 г.
Во время предвыборной агитации в СМИ председатель ЦИКа Владимир Чуров по собственной инициативе снимал с федеральных телеканалов ролики оппозиционеров, среди которых — ролик «Яблока», где Григорий Явлинский упомянул Владимира Путина, Дмитрия Медведева, ЛДПР, КПРФ и Единую Россию. От трансляции ролика отказались каналы ТВ Центр, «Россия-1» и «Первый канал». Также к трансляции были запрещены некоторые ролики ЛДПР и «Справедливой России».

### Печатные издания

#### Книга «Застольные беседы Гитлера»
В июле 2008 года суд Засвияжского района Ульяновска удовлетворил иск районной прокуратуры и признал экстремистской книгу английского историка Хью Тревор-Ропера «Застольные беседы Гитлера. 1941—1944 гг». Книга является научной монографией, исследующей ранее опубликованные речи Гитлера, в которой автор пытается разобраться, какие из опубликованных «застольных бесед» Гитлера являются подлинниками, а какие — приписываемыми ему в пропагандистских целях фальшивками. В публикации, описывающей санкции против «Застольных бесед…», журналист Газеты.ру Вадим Нестеров назвал решение о запрете книги «абсурдом».
После запрета издательство «ЭКСМО» в июле 2008 года запустило новую книжную серию. Она называется «Пока ещё не запрещённые книги».

#### Статья о Путине в журнале GQ
В сентябре 2009 года из российской версии журнала «GQ» была изъята статья о Владимире Путине, которая была опубликована в англоязычном издании этого журнала. Руководство американского издательского дома Conde Nast, выпускающего мужской журнал «GQ», запретило переводить на русский язык статью Скотта Андерсона «Владимир Путин — тёмное восхождение к власти», в которой рассматривалась версия возможной причастности российских спецслужб к взрывам жилых домов в 1999 году. Газета.ру сообщила, что американские блогеры, узнав об изъятии статьи из российской версии журнала, начали в Интернете кампанию по переводу запрещённой статьи на русский язык.
В эфире радиостанции «Эхо Москвы» главный редактор российской версии журнала «GQ» Николай Усков прокомментировал сложившуюся ситуацию:

«Никаких распоряжений от своего руководства по поводу непубликации статьи господина Скотта Андерсона я не получал… По-видимому, речь идет о том, что в прессе кто-то решил, что эта статья запрещена для публикации в России»

«Я по-прежнему могу её публиковать, если захочу. Другое дело, что в этой статье, честно говоря, не содержится ничего, о чём бы н[и] писали российские средства массовой информации уже несколько лет подряд… Всё, что содержится в статье, в принципе известно российской публике, было многократно обсуждено во многих СМИ в России, в том числе на телеканалах»
Между тем, газета «Ведомости» сообщила, что адвокатом издательского дома Conde Nast Джерри Биренцом было направлено топ-менеджерам и редакторам журнала «GQ» письмо с запретом на публикацию статьи в России. Официальный представитель Conde Nast Мари Перл заявила, что компания «принимает во внимание законы и проблемы тех стран, в которых выходят журналы издательского дома». Председатель Фонда гражданских свобод Александр Гольдфарб уверен, что на руководство Conde Nast было оказано давление из России.

### Фильмы

#### Война Чарли Уилсона
В начале февраля 2008 стало известно, что в российском прокате не будет идти фильм «Война Чарли Уилсона». По данным Би-Би-Си, права на фильм были куплены компанией Universal Pictures International (UPI) Russia. Как объяснила журналистам глава отдела кинопроката UPI Влада Ефремова, фильм был изъят из проката из-за «определённой направленности картины», в которой Советский Союз был выставлен не в лучшем свете. Фильм до сих пор не был издан на DVD. 7 февраля 2010 года фильм всё же был показан на телеканале СТС.

### СМИ
По заявлению «Новой газеты», при освещении дебатов в Америке российские СМИ отцензурировали выступление оппонента Буша Керри, опустив следующее:

Это как будто обратило вспять переход к демократии, который Россия пыталась совершить. Я сожалею о том, что случилось в эти последние месяцы. И я думаю, этот ответ терроризму не верен. Мистер Путин контролирует теперь все телевизионные станции. Его политическая оппозиция отправлена в тюрьму.
Я думаю, для США очень важно, и это очевидно, — сохранять хорошие рабочие отношения. Это очень важная для нас страна. Мы хотим сотрудничества. Но мы всегда стояли за демократию. Как недавно сказал Джордж Уилл, «свобода на марше, но не сейчас в России».

В декабре 2007 впервые в РФ суд обязал СМИ не опубликовать опровержение, но удалить из своих архивов текст, являющийся перепечаткой информации из официальной государственной структуры. Высший Арбитражный суд РФ обязал информационное агентство REGNUM удалить из своих архивов текст, основанный на информации из Управления Федеральной службы Российской Федерации по надзору в сфере защиты прав потребителей и благополучия человека о факте обнаружения ртути в пакете сока производства Раменского молочного комбината.
28 ноября 2011 года редактор портала ИноСМИ Григорий Охотин обвинил РИА Новости, которому принадлежит портал, в цензуре, и уволился, выложив в интернет внутреннюю переписку, в которой его просили фильтровать публикуемые статьи. В частности, ему порекомендовали «не брать» для публикации на главной странице материалы западных СМИ «с жёсткой критикой и провокационными заголовками про партию и Путина», не ставить на сайт «никаких политических текстов с негативом» в предвыборную неделю. Назадолго до этого ИноСМИ опубликовали несколько критических статей о Путине, в том числе про освистывание Путина в «Олимпийском».
В марте 2014 года после публикации в интернет-издании Lenta.ru интервью с одним из лидеров Правого сектора Андреем Тарасенко владелец объединённой компании «Афиша-Рамблер-SUP» Александра Мамута уволил главного редактора «Ленты» Галину Тимченко, руководившую изданием с 2004 года. 84 сотрудника издания выступили с обращением, заявив о том, что увольнение Тимченко осуществлено в рамках дальнейшего наступления российской власти на свободу слова, при этом большая часть сотрудников уволилась вслед за бывшей начальницей. На момент увольнения Тимченко Lenta.ru являлась самым посещаемым и цитируемым средством массовой информации в Рунете. Эту версию поддержал создатель Lenta.ru Антон Носик и стоявший в своё время у истоков издания политолог Глеб Павловский. «Взвешенная и независимая журналистика властям не нужна — нужна пропагандистская поддержка», — отмечается в редакционном комментарии газеты «Ведомости». Депутат Государственной Думы РФ от фракции «Единая Россия» Александр Сидякин, напротив, видит в отставке Тимченко саморегуляцию журналистского сообщества. «Никакой свободной журналистики в крупном новостном СМИ в военных условиях не бывает», — заметил в связи со сменой руководства в Lenta.ru публицист Егор Холмогоров.

### Интернет
28 июля 2012 года президент Путин подписал Федеральный закон № 139-ФЗ, которым в другие федеральные законы был внесён ряд положений, предполагающих создание «чёрного списка» интернет-сайтов и блокировку запрещённых интернет-ресурсов. По этому закону досудебное закрытие сайтов возможно после решения Роскомнадзора при наличии детской порнографии или объявлений о привлечении несовершеннолетних в качестве исполнителей в мероприятиях порнографического характера; информации об изготовлении или получении наркотиков, психотропных веществ и их прекурсоров; информации о способах совершения суицида, а также призывов к его совершению; информации о несовершеннолетних, пострадавших в результате преступлений. Также подлежат закрытию ресурсы, содержащие информацию, распространение которой запрещено решением суда.
28 декабря 2013 года президентом был подписан Федеральный закон № 398-ФЗ, который позволяет Роскомнадзору по предписанию Генпрокуратуры РФ производить немедленную досудебную блокировку сайтов, распространяющих призывы к массовым беспорядкам и содержащих другую экстремистскую информацию.

#### Традиционные сайты

Повестка в Верховный суд по иску о закрытии сайта www.ingushetiya.ru

Прокуратурой Республики Ингушетия 28.02.2008 г. направлено представление об устранении выявленных нарушений законодательства в сфере информации с требованием к ОАО «Ингушэлектросвязь» ограничить доступ к интернет сайту www.ingushetiya.ru в связи с тем, что, по мнению прокуратуры, на данном сайте распространены сведения о заведомо ложном обвинении лица, замещающего государственную должность субъекта Российской Федерации, предварительной агитации среди граждан принять участие в публичном мероприятии, а также материалы, направленные на возбуждение национальной вражды. Кроме того, прокуратура требует ограничить доступ к ресурсам прокси-серверов, через которые осуществляется доступ к сайту www.ingushetiya.ru.
Прокуратура обжаловала отрицательное решение первой инстанции о закрытии сайта ingushetiya.ru в Верховном суде РФ (дело номер 26-Г08-3)
6 июня 2008 года Кунцевский районный суд города Москвы удовлетворил заявление прокурора Республики Ингушетия и принял решение о прекращении деятельности сайта www.ingushetiya.ru.
Сайт 20marta.ru, на котором общались организаторы намеченных на 20 марта 2010 года акций протеста в ряде российских регионов, был закрыт по решению Управления «К» МВД России. Член федерального бюро движения «Солидарность» Ольга Курносова рассказала, что на сайте, в частности, обсуждались лозунги, с которыми оппозиционеры должны были выйти на митинги. Некоторые воззвания милиционеры сочли антиправительственными и усмотрели в них экстремизм, поэтому доступ к ресурсу был закрыт.
10 мая 2011 г. Верховный суд РФ в своём определении № 58-Впр11-2 по иску прокурора г. Хабаровска к ЗАО «Транстелеком-ДВ» (интернет-провайдеру) об ограничении доступа к странице сайта, на которой были размещены признанные экстремистскими материалы об НБП, указал, что, несмотря на отсутствие законов, предусматривающих конкретный порядок и условия ограничения доступа к интернет-сайтам, действующим законодательством установлена необходимость ограничения доступа к сайтам, содержащим экстремистский материал, и техническая возможность это сделать у провайдера имелась. Верховный суд отменил решения нижестоящих судебных инстанций, отказавших прокурору в удовлетворении иска, и направил дело на новое рассмотрение.
13 марта 2014 года Роскомнадзор без судебного решения ограничил доступ сразу к трём интернет-СМИ с независимой редакционной политикой: Грани.ру, Каспаров.ру, «Ежедневный журнал». В июне 2020 года Европейский суд по правам человека признал, что блокировка этих сайтов нарушила Европейскую конвенцию по правам человека, а в ноябре 2020 года потребовал их разблокировки.

#### Социальные сети
В ночь с 6 на 7 марта при не до конца выясненных обстоятельствах из 30-го отделения милиции Санкт-Петербурга в психиатрическую больницу № 6 был принудительно госпитализирован 29-летний антифашист Вадим Чарушев, прославившийся созданием в социальной сети «В Контакте» групп «Галина Старовойтова, ваши идеи живы» и «Я не голосовал за ЕдРо и путинскую марионетку!». 15 марта на прошедшем в клинике выездном судебном заседании судья Смольнинского суда Смирнова удовлетворила заявление психиатрического учреждения о принудительном лечении молодого человека. По словам его адвоката Виктора Грозовского, на суде Чарушев категорически отказывался подписать согласие на добровольное лечение, за что получил множество угроз, после которых он всё-таки был вынужден подписать данную бумагу. По мнению одного из присутствовавших на суде свидетелей, так Вадиму отомстили за то, что он не побоялся открыто высказывать в сети свои демократические убеждения.

## Мнения международных правозащитных организаций

### Freedom House

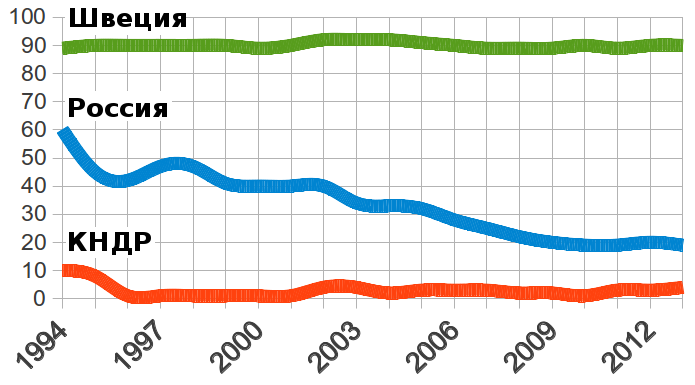
Динамика уровня свободы прессы в России (Freedom House). Для сравнения показаны данные по КНДР и Швеции

Согласно рейтингу организации Freedom House в отношении свободы прессы, в 2005 году Россия объявлена полностью несвободной страной, заняв 158 место из 194 (из стран бывшего СССР ниже её поставлены только Белоруссия, Узбекистан и Таджикистан). По мнению организации, «российские власти используют юридическое и экономическое давление, а также угрозы физической расправы, чтобы предотвратить появление в СМИ критической информации по особо острым темам, таким как, например, конфликт в Чечне». По данным организации «Репортёры без границ», в 2008 году Россия заняла 141-е место из 173 в рейтинге свободы прессы. Согласно их докладу, опубликованному в 2006 году о положении СМИ в России, правительственный контроль над телеканалами в 2005 году ужесточился, а угроза насилия является наибольшей опасностью для свободных журналистов. Ранее данная организация утверждала об ущемлении свободы слова в России. В 2009 году она опустилась на 174 место в рейтинге из 195 стран.

### Репортёры без границ
В 2001 году В. Путин занял 22 место в списке 30 «худших врагов прессы» организации «Репортёры без границ» и 5 место в списке 10 «худших врагов прессы» международного Комитета защиты журналистов. В 2010 году В. Путин вновь был назван «Репортёрами без границ» «гонителем свободы слова». Кроме В. Путина в рейтинг врагов свободной прессы попал также Рамзан Кадыров

### ОБСЕ
18 сентября 2014: Представитель ОБСЕ по вопросам свободы средств массовой информации Дунья Миятович выступила с осуждением нападения в Астрахани на съёмочную группу московского бюро Би-би-си. Нападение на журналистов Би-би-си произошло в Астрахани 18 сентября 2014. По словам корреспондента Би-би-си Стива Розенберга, на них напали не менее трёх агрессивно настроенных мужчин, которые отобрали у журналистов камеру, избили оператора, а затем скрылись. Дунья Миятович, в частности, заявила:

Нападения на сотрудников СМИ абсолютно неприемлемы, и я призываю российские власти обеспечить безопасность журналистов и провести в короткие сроки прозрачное расследование этого нападения и других недавних атак— «ОБСЕ осуждает нападение на журналистов Би-би-си»
По словам Миятович, нападение на журналистов в Астрахани — это ещё одно доказательство преследования независимых СМИ в России.

### Дискуссия
В публикации ВЦИОМ, посвящённой теме свободы слова в РФ, при рассмотрении рейтингов «Дома свободы» и «Репортёров без границ» относительно свободы слова в РФ, указывается, что они по ряду причин регулярно ставятся под сомнение. Так, сомнение вызывает сама методика оценки: показатели составляются на основе экспертных оценок, несвободных от идеологических и политических пристрастий, при этом, сами оценки не раскрываются, а публичными становятся лишь обобщённые оценки по группам критериев: в правовой, политической и экономической сфере. Несомненной сильной стороной таких рейтингов, как указывается в работе, является мощное паблисити: значительные усилия вкладываются в создание авторитетности и непогрешимости этих организаций и публикуемых ими оценок. В то же время ряд учёных, исследовав методики Freedom House, полагают претензии к ним надуманными, а рейтинги — достаточно объективными. На рейтинги «Дома свободы» и «Репортёров без границ» опираются общие методологические рекомендации ЮНЕСКО. Причину расхождения мнений россиян и зарубежных экспертов исследователи ВЦИОМ видят в том, что свобода слова в России занимает невысокое место среди основных ценностей.

## Мнения журналистов, политических обозревателей, общественных деятелей
В 2003 году Виталий Третьяков заявил, что в России свобода слова существует и она абсолютна, но также отметил наличие проблем и угроз для неё. В 2006 году генеральный директор НТВ Владимир Кулистиков заявил, что в России «оплотом» свободы слова является Администрация президента. Российский телеведущий Владимир Познер в 2008 году утверждал, что свободы слова в России нет, хотя ранее, в 2004 году, отвечая на вопрос о существовании свободы слова, он ответил: «скажите, а моё существование — это свобода слова? А Владимир Соловьёв — это не свобода слова? А Савик Шустер? Вам бы хотелось, чтобы он материл президента? Это, по-вашему, свобода слова? Возьмите газеты. В них есть всё: и крайне левые взгляды, и крайне правые, где президента несут по кочкам. На телевидении — нет. В мире вообще не существует оппозиционного телевидения. Потому что эфир не может быть оппозиционным! Кого в России, покажите мне, посадили, кого арестовали, кого выгнали за свободу слова? Когда началась война в Ираке, мой хороший знакомый, известный американский журналист, выступил с ироническим пассажем насчет возможности победы Америки в этой войне. Его выгнали. Якобы за то, что это не патриотично. Вот когда случится то, что свободы слова в России нет, я здесь выступать не буду.». Участники дебатов, прошедших в 2010 году в российском агентстве «РИА Новости», считают, что наряду со свободой слова в России существуют и разные ограничения, включая самоцензуру и опасения журналистов за свою жизнь.
Русский писатель-сатирик Аркадий Арканов считал, что в России свобода слова «не больше чем видимость». Российский общественный деятель и писатель Юрий Мухин считает, что проблема свободы слова не волнует российских журналистов, и что они борются с ней. Президент Фонда защиты гласности А. Симонов «свобода слова в России — далеко за горизонтом». Российский журналист Евгений Киселёв считает, что процесс ущемления свободы слова начался с дела НТВ. Лауреат Пулитцеровской премии Эллен Барри считает, что свободы слова в России нет.
Илья Жегулев, специальный корреспондент Meduza: «2015 год стал ещё одним этапом в планомерном уничтожении свободы слова в России.» Григорий Туманов, журналист ИД «Коммерсантъ»: «Говорить какие-то общие вещи о свободе слова кажется странным, пока существует рейтинг „Репортеров без границ“, да и прежде было об этом сказано столько, что есть риск повториться.» Ольга Соломатина, выпускающий редактор группы спецпроектов ИД «Коммерсантъ»: «Общий уровень журналистики сегодня в сравнении с серединой 2000-х запредельно низкий.»